# 张家畔街道
张家畔街道，是中华人民共和国陕西省榆林市靖边县下辖的一个街道办事处。
2015年，陕西省民政厅批复同意撤销张家畔镇，设立张家畔街道办事处。

## 行政区划
张家畔街道下辖以下地区：
统万路社区、北新街社区、河东社区、南关社区、龙山路社区、张家畔村、郭家庙村、胡伙场村、张伙场村、四柏树村、海则畔村、双伙场村、新伙场村、王家庙村、寨山村、新庄村、瓦房村、双家湾村、新房滩村、林家湾村和望夏村。